# Фред Перрі
Фридерік Джон Перрі (англ. Fred Perry; 18 травня 1909, Стокпорт, Англія — 2 лютого 1995, Мельбурн, Австралія) — англійський тенісист 1930-х років, чемпіон світу з настільного тенісу 1929 року. Переможець 14 турнірів Великого шолома, в тому числі 8 турнірів в одиночному розряді, перший тенісист в історії, який зумів виграти 4 турніри Великого шолому (не в один рік). Чотириразовий володар Кубка Девіса зі збірною Великої Британії. Дворазовий переможець професійного чемпіонату США. Член Міжнародної тенісної зали слави з 1975 року.

## Біографія
Фредерік Джон Перрі народився 1909 року в Стокпорті в сім'ї ткача Семюела Перрі. Його батько зробив політичну кар'єру в Кооперативній партії (на виборах, що виступала єдиним блоком з лейбористами), що було пов'язано з постійними переїздами. Дитинство Фреда проходило в Болтоні, у Воласі, а згодом в Лондоні. 1929 року його батько став членом британського парламенту від Лейбористської партії.
Уперше відвідав США 1931 року, Перрі був зачарований цією країною і завів собі безліч приятелів в голлівудських колах. Ці знайомства зіграли свою роль в рішенні про перехід в професіонали в кінці 1936 року. Після переходу в професіонали Перрі, який улаштувався в США, заробляв на життя як участю в тенісних турне, так і тренерською роботою. Разом зі своїм суперником з професійного турне Еллсуорт Вайнз він став власником тенісного клубу Беверлі-Хіллз, популярного серед діячів шоу-бізнесу.
Американське громадянство Перрі отримав 1938 року, а в період Другої світової війни служив в ПС США інструктором з фізичної підготовки і реабілітації. Після війни він працював тренером в Бока-Ратоні (Флорида) і на Ямайці, також він співпрацював як коментатор з радіослужбою BBC (пізніше також з газетою Daily Telegraph). 1950 року він заснував лінійку спортивного одягу Fred Perry, згодом вона стала одною з найвідоміших у світі, однак 1961 року Перрі продав усі свої акції.

## Ранні роки

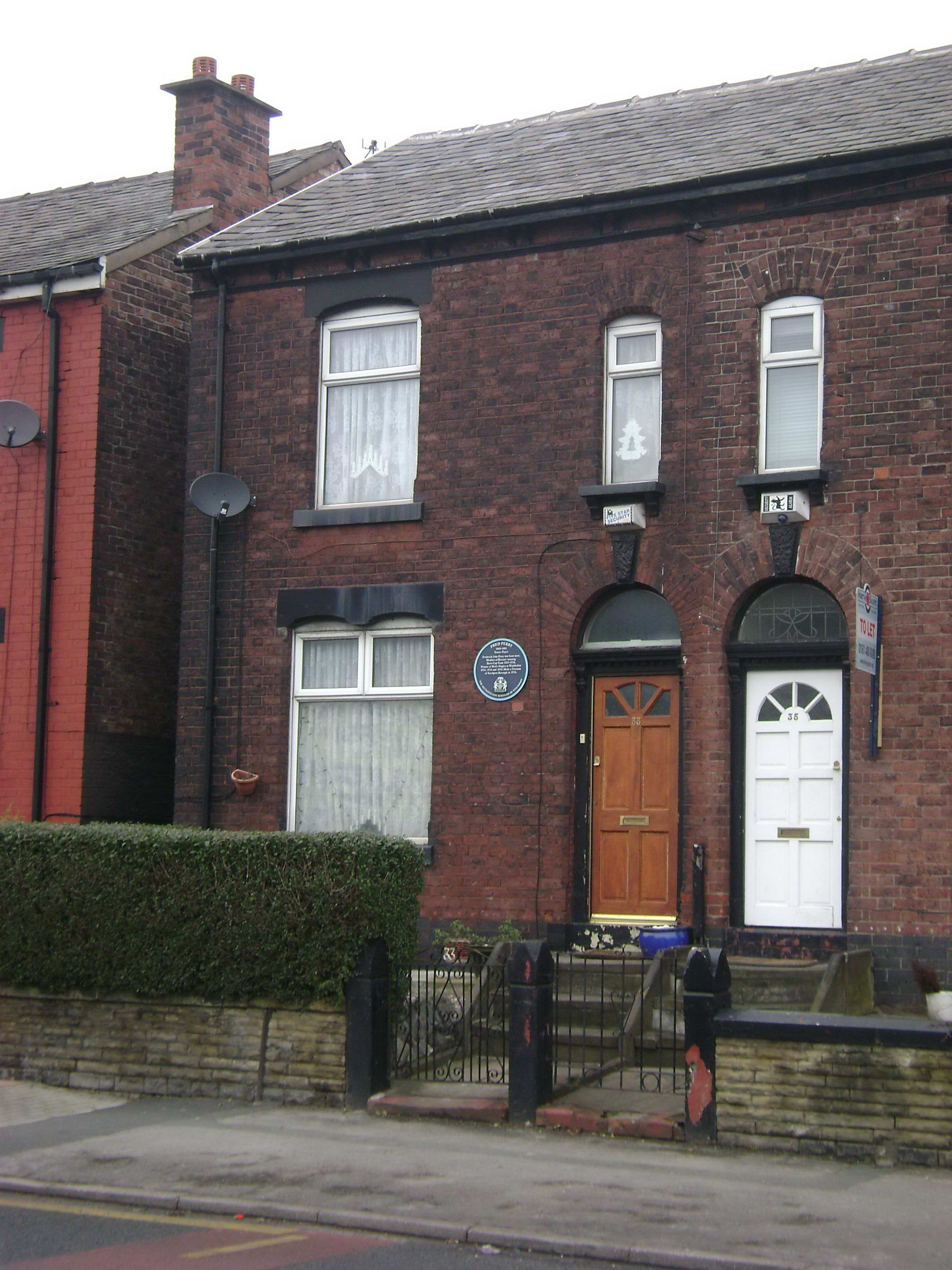
Будинок, в якому народився Фред Перрі. вул. Карінгтон 33, Стокпорт

Перші десять років свого життя він проживав у Болтоні (Ланкашир) та Воласі (Чешир), оскільки його батько займався місцевою політикою. Коли він жив у Воласі, він відвідував початкову школу Ліскар та гімназію у Воласі. Перрі переїхав до передмістя Брентем-Гарден в Ілінг, західний Лондон, у віці одинадцяти років, коли його батько став національним секретарем Кооперативної партії після Першої світової війни. Його батько став депутатом Парламенту лейбористів і кооперативів від Кеттерінга 1929 року.
Перрі вперше почав грати в теніс на громадських кортах біля житлового масиву своєї родини. Освіту здобув у гімназії Ілінга для хлопчиків.

## Аматорська кар'єра
У 1928–29 рр. Перрі виграв кілька медалей в одиночному, парному та командному заліках на чемпіонатах світу з настільного тенісу. Він мав виняткову швидкість, відбиваючи м'яч низько та на підйомі.
Поряд з аматорськими чемпіонатами США, Франції та Австралії Перрі тричі вигравав чоловічий титул на Вімблдоні поспіль між 1934 і 1936 рр. Його остаточним тріумфом стала перемога 6: 1, 6 — 1, 6 — 0 над німецьким бароном Готфрідом фон Краммом, який тривав менше 45 хвилин. Це стало найшвидшим фіналом у 20 столітті та другим найкоротшим за весь час.
У Кубку Девіса Перрі привів команду Великої Британії до чотирьох послідовних перемог з 1933 по 1936 рік, перемогою над Францією в 1933, Сполученими Штатами в 1934 і 1935 і Австралією в 1936. Перрі брав участь у 20 матчах Кубка Девіса, вигравши 34 з 38 очок в одиночному розряді та 11 з 14 у парному розряді.

## Професійна кар'єра

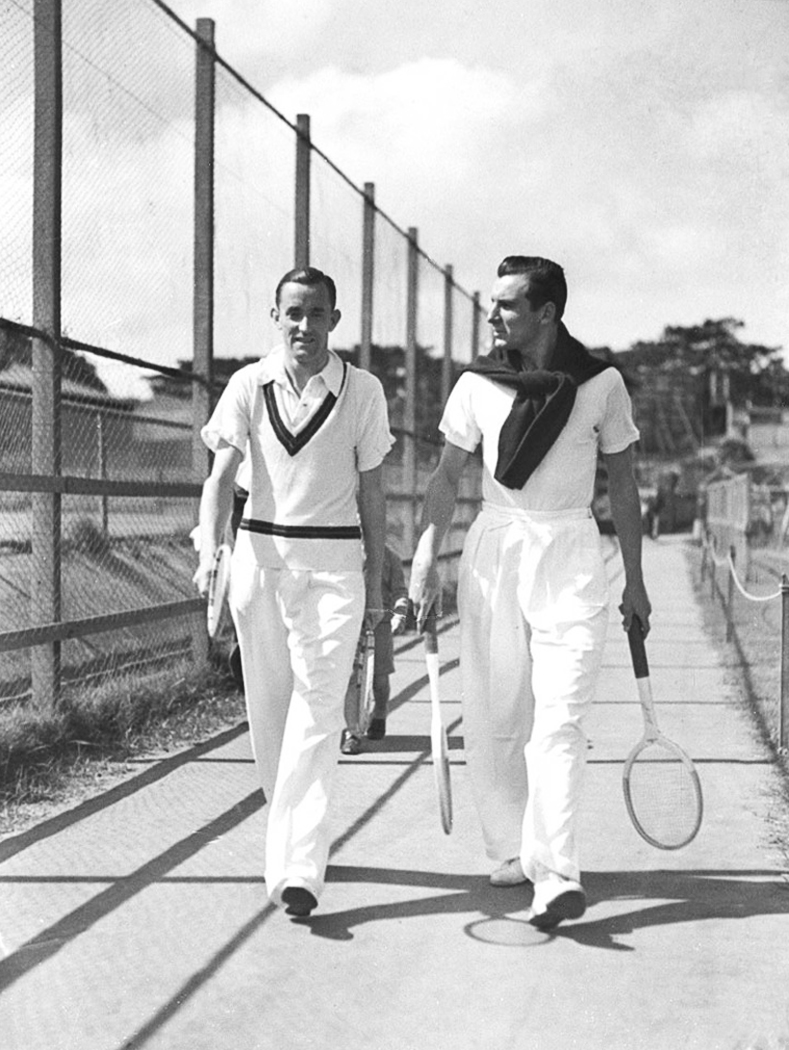
Фред Перрі (праворуч) з Патріком Г'юзом у місті Вайт-Сіті, Сідней, Австралія.

Після трьох років, коли він був першим у світі тенісистом-любителем, Перрі став професіоналом в кінці 1936 року. Це призвело до того, що британська тенісна оргранізація його практично вигнала. Він дебютував у професійному житті 6 січня 1937 року в Медісон Сквер Гарден проти найкращого професійного гравця Елсворта Вайнза, вигравши в чотирьох сетах. Вайнз, який був на два роки молодший і трохи вище Перрі, перейшов в професіонали раніше і вважався кращим в цій категорії тенісистів. Перше турне обірвалося, ледь розпочавшись, через хворобу Вайнз, коли Перрі виграв три перші матчі. Після відновлення серії лідерство в ній переходило від одного гравця до іншого, і виявилося, що коментатори, які пророкували майстру подачі Вайнз легку перемогу, помилялися. 1937 року вони провели 61 матч у Сполучених Штатах у своєму великому турі, при цьому Вайнз виграв 32, а Перрі 29. Турне виявилося рекордним за зборами за всю історію професійного тенісу до того моменту, і чистий заробіток Перрі склав 91 тисячу доларів (Вайнз отримав 34 тисячі і ще 57 тисяч розділили між собою організатори). Після закінчення американського турне суперники провели коротку серію матчів в Англії та Ірландії, яку Перрі виграв із загальним рахунком 6-3, зрівнявшись з Вайнз за загальною кількістю перемог в їхніх зустрічах в ранзі професіоналі.
Наступне спільне турне відбулося 1938 року, і на його завершальних етапах Вайнз пішов в переконливий відрив, перемігши, за одними даними, із загальним рахунком 49-35, а по іншим 48-35. Восени 1938 року взяв участь у своєму першому професійному турнірі — чемпіонаті США серед професіоналів — і під час відсутності Вайнз легко переміг і в одиночному розряді, і в парному (де його партнером був Вінсент Річардс). Восени коротке спільне турне з Вайнзом по країнах Карибського басейну завершилося внічию.
Іншими суперниками Перрі по турне були спочатку Білл Тілден, а пізніше Дон Бадж. Бадж, який перейшов в професіонали після завоювання Великого шолому 1938 року, легко виграв їх спільне турне на наступний рік із загальним рахунком 28-8. Пізніше на професійному чемпіонаті США за відсутності Баджо Перрі та Вайнз зустрілися в фіналі, який виграв американець з рахунком 8-6, 6-8, 6-1, 20-18 і який став найяскравішим в історії їхніх зустрічей.

## Особисте життя
У Перрі були романтичні стосунки з актрисою Марлен Дітріх, і 1934 року він оголосив про свої заручини з британською актрисою Мері Лоусон, але відносини розпалися після того, як Перрі переїхав в США. 1935 року він одружився з американською кінозіркою Гелен Вінсон, але шлюб закінчився розлученням 1940 року. 1941 року він був ненадовго одружений з моделлю Сандрою Бро. Потім, 1945 року, він одружився з Лоррейн Волш, але цей шлюб також швидко розпався. Останній шлюб Перрі з Барбарою Різе 1952 року тривав понад сорок років, аж до його смерті. У них було двоє дітей, Пенні і Девід.
У Перрі була старша сестра Едіт. Вони обидвоє народилися в Стокпорті. Едіт дуже підтримувала молодшого брата протягом усіх його спортивних досягнень. У Перрі була також зведена сестра Сільвія.

### Смерть
Перрі помер у лікарні Епворта в Мельбурні, Австралія, після того, як зламав ребра після падіння у ванній кімнаті готелю

## Спортивна спадщина
Деякі вважають Перрі одним з найкращих гравців, який коли-небудь грав у теніс. У своїй автобіографії 1979 року Джек Креймер, давній промоутер тенісу і сам великий гравець, назвав Перрі одним із шести найбільших гравців усіх часів.
Kings of the Court — відеофільм, знятий 1997 року спільно з Міжнародним залом слави тенісу, назвав Перрі одним із десяти найбільших гравців усіх часів. Але цей документальний фільм розглядав лише тих гравців, які грали до відкритої ери тенісу, що розпочалася 1968 року, за винятком Рода Лейвера, який охопив обидві епохи, так що всі новітні чудові гравці відсутні.

## Бренд одягу

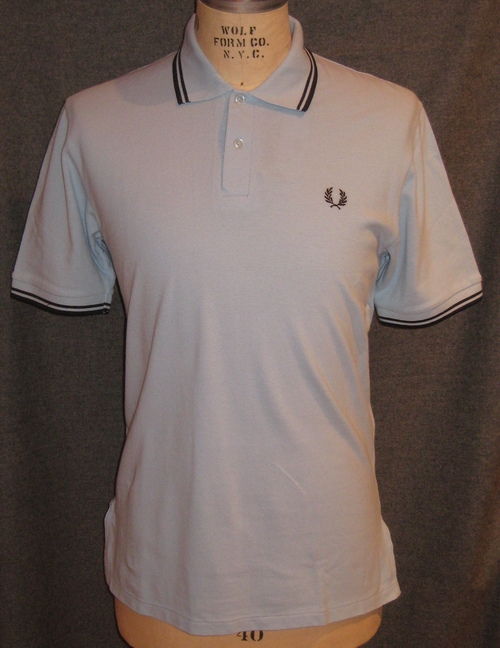
Класичний дизайн

Наприкінці 1940-х до Перрі звернувся Тіббі Вегнер, австрійський футболіст, який придумав пов'язку проти поту, яку потрібно носити навколо зап'ястя. Перрі вніс кілька змін, щоб створити першу таку пов'язку.
Наступною ідеєю Вегнера було виготовити спортивну сорочку, яка мала бути виготовлена з білого трикотажного бавовняного піке з короткими рукавами та застібною плашкою, як сорочки Рене Лакоста. Запущена на Вімблдон 1952 року, тенісна сорочка Фреда Перрі мала неймовірний успіх.
Біла тенісна сорочка була доповнена наприкінці 1950-х кольоровими версіями для настільного тенісу, в яких білі сорочки заборонені. Вони стали популярними в 1960-х роках як символ культури моди.
Логотип бренду — лавровий вінок. Він базувався на оригінальному символі Уімблдону. Логотип, який з'являється на лівій груді одягу Фреда Перрі, вшитий у тканину сорочки.
Спочатку брендом керувала сім'я Перрі, а саме його син Девід, поки його не придбала японська компанія Hit Union 1995 року. Однак сім'я Перрі продовжувала тісно співпрацювати з брендом, зберігаючи спадщину Фреда.
Бренд був спонсором одягу британського тенісиста Енді Маррея з самого початку його кар'єри до 2009 року.
У вересні 2020 року компанія припинила продавати свої чорно-жовті сорочки по всій Північній Америці після того, як вони стали «неофіційною формою» ультраправої організації Proud Boys і закликав членів цієї організації перестати носити свій одяг.

## Пошани та пам'ятні знаки

### Англія

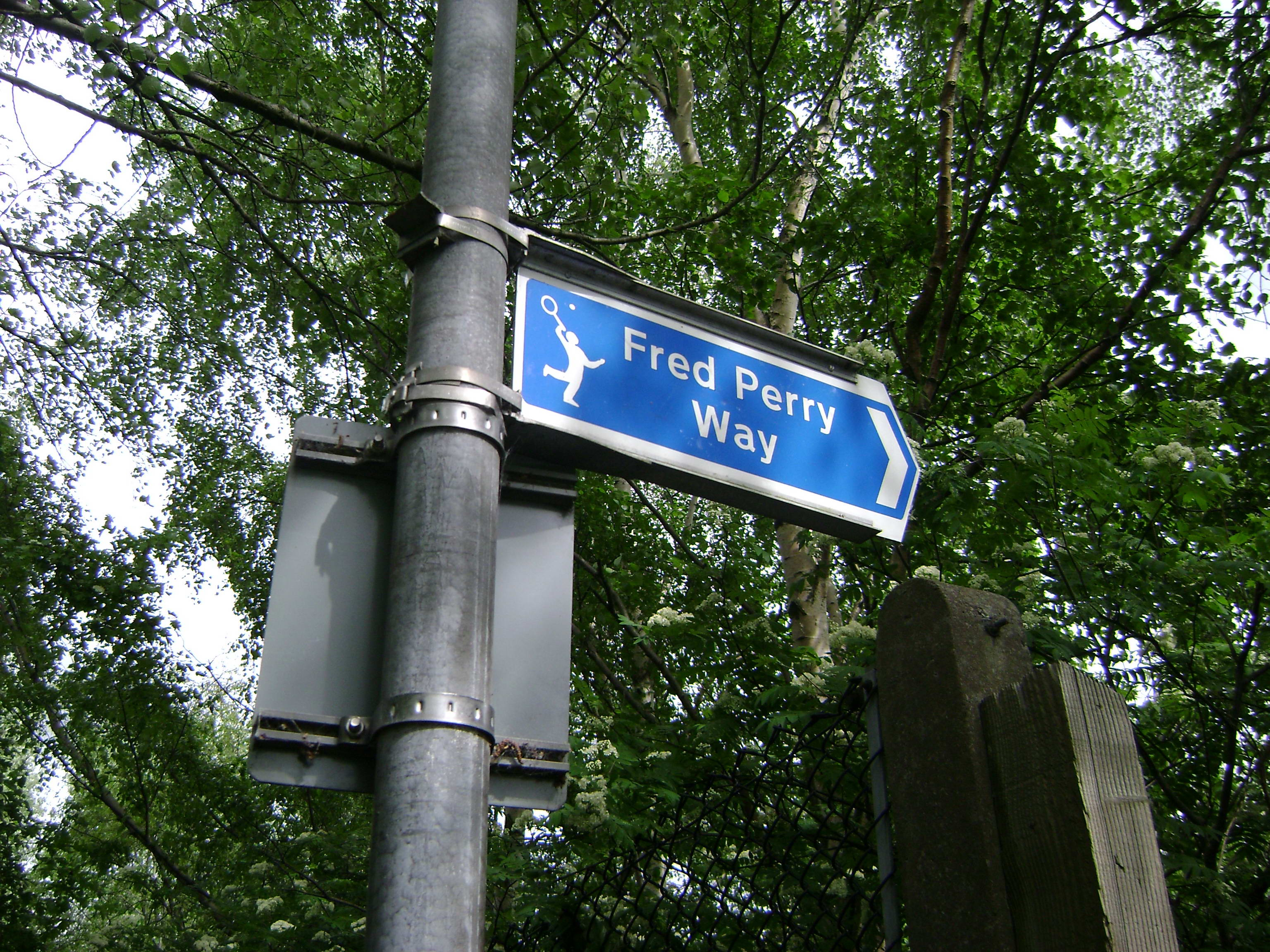
Знак у столичному районі Стокпорта

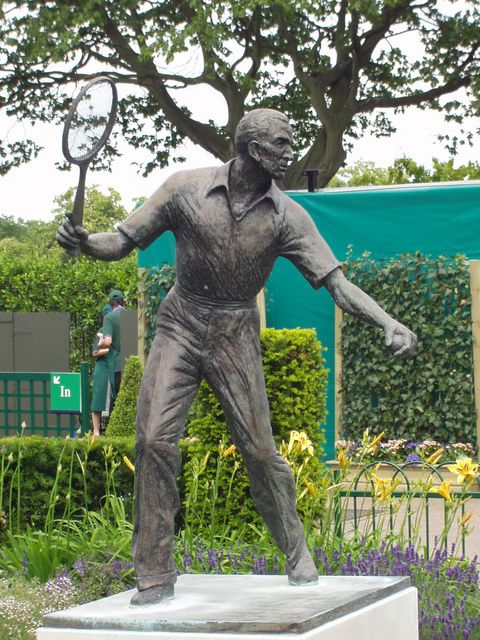
Бронзова статуя Фреда Перрі у Всеанглійському клубу лаун-тенісу і крокету

Бронзова статуя Фреда Перрі була встановлена у Всеанглійському клубу лаун-тенісу і крокету в Уімблдоні, Лондон, 1984 року до 50-ї річниці його першого чемпіонату в одиночному розряді. Він розташований біля воріт Церковної дороги.
У місті Стокпорт є численні меморіали колишньому чемпіону з тенісу. Наприклад, синя табличка пам'яті будинку, де він народився. У вересні 2002 р. через столичний квартал Стокпорта було відкрито визначений пішохідний маршрут під назвою ''Фред Перрі''. Маршрут, довжиною 14 миль (23 км), поєднує сільські пішохідні доріжки, тихі смуги та долини річок з міськими ландшафтами та парками. Особливості на маршруті включають Холдсвортський млин та сквер, початок річки Мерсі у місці злиття двох річок Темзи і Гойт, центр міста Стокпорт, парки Вернон та Вудбанк, а також Щаслива долина. Маршрут також проходить через парк Вудбанк, де Перрі зіграв кілька тенісних матчів.

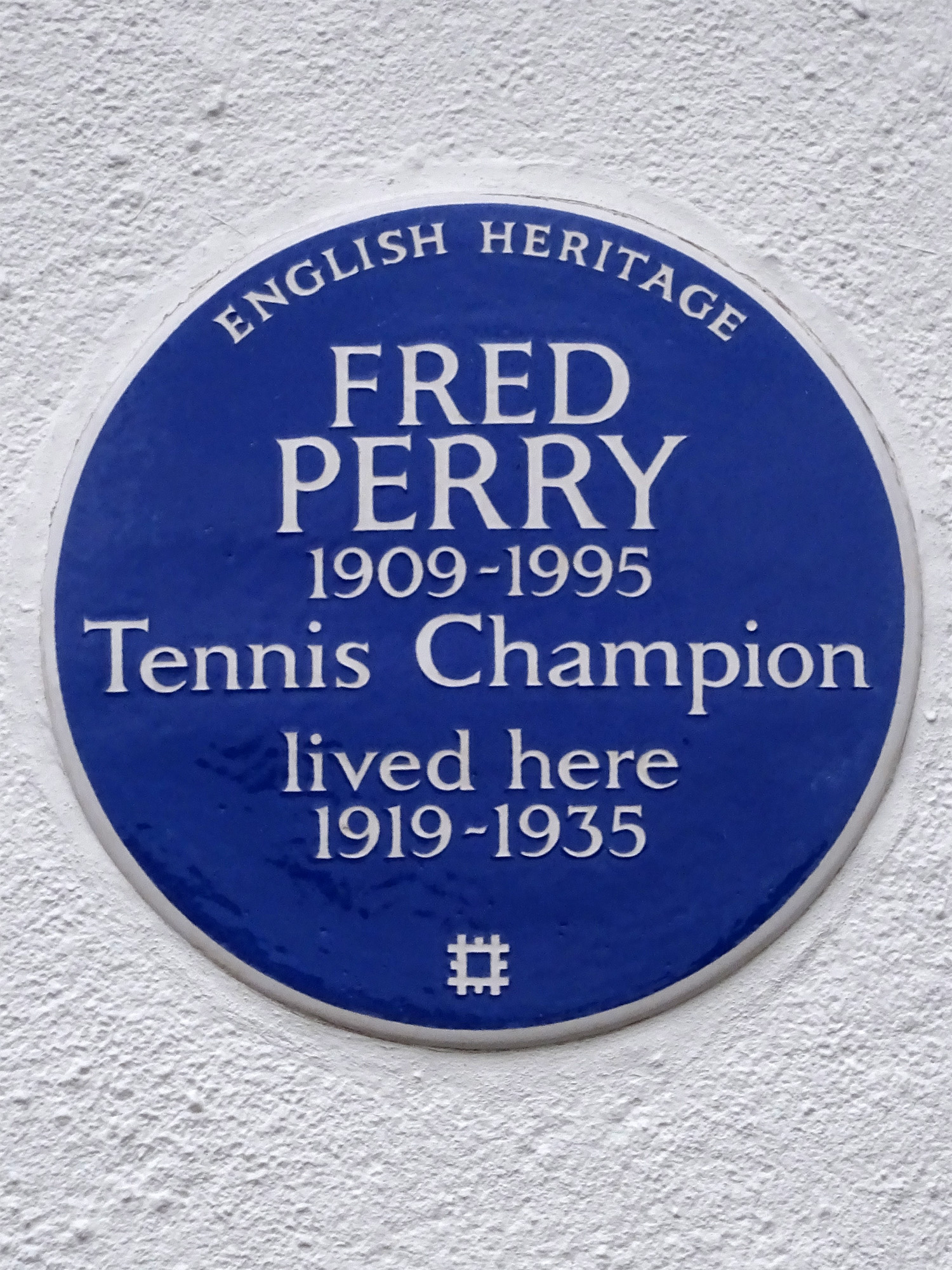
Блакитна дошка англійської спадщини

У листопаді 2010 року принц Едвард, граф Уессексський, та Джон Перрі, онук Фреда Перрі, відкрили будинок Фреда Перрі в Стокпорті. Будівлею, яка є новим цивільним штабом району, будуть користуватися різні органи місцевого самоврядування. У червні 2012 року на будинку, де Перрі жив між 1919 і 1935 роками, було відкрито блакитну дошку англійської спадщини.

### Світ
Перрі потрапив до Міжнародного залу слави тенісу в Ньюпорті, Род-Айленд, 1975 року.
4 червня 1987 р. Перрі отримав ступінь доктора юридичних наук в Університеті Вашингтона та Лі. Він тренував збірну з тенісу W&L у 1941 р. та знову в 1947 р.
Також на честь Фреда Перрі було названо вулицю в Спрингфілді, штат Теннессі.

## Участь у фіналах турнірів Великого шолома за кар'єру (17)

### Одиночний розряд: 10 (8–2)
| Результат | Рік  | Турнір                   | Покриття | Суперник           | Рахунок                   |
| --------- | ---- | ------------------------ | -------- | ------------------ | ------------------------- |
| Перемога  | 1933 | Чемпіонат США            | Трава    | Джек Кроуфорд      | 6–3, 11–13, 4–6, 6–0, 6–1 |
| Перемога  | 1934 | Чемпіонат Австралії      | Трава    | Джек Кроуфорд      | 6–3, 7–5, 6–1             |
| Перемога  | 1934 | Вімблдонський турнір     | Трава    | Джек Кроуфорд      | 6–3, 6–0, 7–5             |
| Перемога  | 1934 | Чемпіонат США (2)        | Трава    | Вілмер Еллісон     | 6–4, 6–3, 3–6, 1–6, 8–6   |
| Поразка   | 1935 | Чемпіонат Австралії      | Трава    | Джек Кроуфорд      | 6–2, 4–6, 4–6, 4–6        |
| Перемога  | 1935 | Чемпіонат Франції        | Ґрунт    | Готтфрід фон Крамм | 6–3, 3–6, 6–1, 6–3        |
| Перемога  | 1935 | Вімблдонський турнір (2) | Трава    | Готтфрід фон Крамм | 6–2, 6–4, 6–4             |
| Поразка   | 1936 | Чемпіонат Франції        | Ґрунт    | Готтфрід фон Крамм | 0–6, 6–2, 2–6, 6–2, 0–6   |
| Перемога  | 1936 | Вімблдонський турнір (3) | Трава    | Готтфрід фон Крамм | 6–1, 6–1, 6–0             |
| Перемога  | 1936 | Чемпіонат США (3)        | Трава    | Дон Бадж           | 2–6, 6–2, 8–6, 1–6, 10–8  |

### Парний розряд: 4 (2–2)
| Результат | Рік  | Турнір               | Покриття | Партнер  | Суперники                    | Рахунок                 |
| --------- | ---- | -------------------- | -------- | -------- | ---------------------------- | ----------------------- |
| Поразка   | 1932 | Вімблдонський турнір | Трава    | Пет Г'юз | Жан Боротра Жак Брюньйон     | 6–0, 4–6, 3–6, 7–5, 7–5 |
| Перемога  | 1933 | Чемпіонат Франції    | Ґрунт    | Пет Г'юз | Вівіан Макграт Адріан Квіст  | 6–2, 6–4, 2–6, 7–5      |
| Перемога  | 1934 | Чемпіонат Австралії  | Трава    | Пет Г'юз | Адріан Квіст Дон Тернбулл    | 6–8, 6–3, 6–4, 3–6, 6–3 |
| Поразка   | 1935 | Чемпіонат Австралії  | Трава    | Пет Г'юз | Джек Кроуфорд Вівіан Макграт | 6–4, 8–6, 6–2           |

### Змішаний парний розряд: 5 (4–1)
| Результат | Рік  | Турнір               | Покриття | Партнерка       | Суперники                       | Рахунок       |
| --------- | ---- | -------------------- | -------- | --------------- | ------------------------------- | ------------- |
| Перемога  | 1932 | Чемпіонат Франції    | Ґрунт    | Бетті Натголл   | Гелен Віллс Сідні Вуд           | 6–4, 6–2      |
| Перемога  | 1932 | Чемпіонат США        | Трава    | Сара Палфрі-Кук | Гелен Джейкобс Елсворт Вайнс    | 6–3, 7–5      |
| Поразка   | 1933 | Чемпіонат Франції    | Ґрунт    | Бетті Натголл   | Марґарет Скрайвен Джек Кроуфорд | 2–6, 3–6      |
| Перемога  | 1935 | Вімблдонський турнір | Трава    | Дороті Раунд    | Нелл Голл-Гопман Геррі Гопмен   | 7–5, 4–6, 6–2 |
| Перемога  | 1936 | Вімблдонський турнір | Трава    | Дороті Раунд    | Сара Палфрі-Кук Дон Бадж        | 7–9, 7–5, 6–4 |

### Турніри Про-Слем

#### 4 фінали (2–2)
| Результат | Рік  | Турнір | Покриття | Суперник      | Рахунок              |
| --------- | ---- | ------ | -------- | ------------- | -------------------- |
| Перемога  | 1938 | US Pro | Закритий | Брюс Барнс    | 6–3, 6–2, 6–4        |
| Поразка   | 1939 | US Pro | Тверде   | Елсворт Вайнс | 6–8, 8–6, 1–6, 18–20 |
| Поразка   | 1940 | US Pro | Ґрунт    | Дон Бадж      | 3–6, 7–5, 4–6, 3–6   |
| Перемога  | 1941 | US Pro | Ґрунт    | Дік Скін      | 6–4, 6–8, 6–2, 6–3   |

## Часовий графік результатів
1937 року Фред Перрі став професіоналом, тож відтоді не мав права на участь у турнірах Великого шолома.
| W | Ф | ПФ | ЧФ | #Р | КТ | К# | DNQ | A | NH |

| Турнір                                 | Аматорська кар'єра      | Аматорська кар'єра      | Аматорська кар'єра      | Аматорська кар'єра      | Аматорська кар'єра      | Аматорська кар'єра      | Аматорська кар'єра      | Аматорська кар'єра      | Професійна кар'єра      | Професійна кар'єра      | Професійна кар'єра      | Професійна кар'єра      | Професійна кар'єра      | Професійна кар'єра      | Професійна кар'єра      | Професійна кар'єра      | Професійна кар'єра      | Професійна кар'єра      | Професійна кар'єра      | Професійна кар'єра      | Професійна кар'єра      | Професійна кар'єра      | Професійна кар'єра      | Професійна кар'єра      | Професійна кар'єра      | Професійна кар'єра      | Професійна кар'єра      | Професійна кар'єра      | Професійна кар'єра      | Професійна кар'єра      | Професійна кар'єра      | SR      | В-П    | % перемог |
| Турнір                                 | '29                     | '30                     | '31                     | '32                     | '33                     | '34                     | '35                     | '36                     | '37                     | '38                     | '39                     | '40                     | '41                     | '42                     | '43                     | '44                     | '45                     | '46                     | '47                     | '48                     | '49                     | '50                     | '51                     | '52                     | '53                     | '54                     | '55                     | '56                     | '57                     | '58                     | '59                     | SR      | В-П    | % перемог |
| -------------------------------------- | ----------------------- | ----------------------- | ----------------------- | ----------------------- | ----------------------- | ----------------------- | ----------------------- | ----------------------- | ----------------------- | ----------------------- | ----------------------- | ----------------------- | ----------------------- | ----------------------- | ----------------------- | ----------------------- | ----------------------- | ----------------------- | ----------------------- | ----------------------- | ----------------------- | ----------------------- | ----------------------- | ----------------------- | ----------------------- | ----------------------- | ----------------------- | ----------------------- | ----------------------- | ----------------------- | ----------------------- | ------- | ------ | --------- |
| Турніри Великого шолома                | Турніри Великого шолома | Турніри Великого шолома | Турніри Великого шолома | Турніри Великого шолома | Турніри Великого шолома | Турніри Великого шолома | Турніри Великого шолома | Турніри Великого шолома | Турніри Великого шолома | Турніри Великого шолома | Турніри Великого шолома | Турніри Великого шолома | Турніри Великого шолома | Турніри Великого шолома | Турніри Великого шолома | Турніри Великого шолома | Турніри Великого шолома | Турніри Великого шолома | Турніри Великого шолома | Турніри Великого шолома | Турніри Великого шолома | Турніри Великого шолома | Турніри Великого шолома | Турніри Великого шолома | Турніри Великого шолома | Турніри Великого шолома | Турніри Великого шолома | Турніри Великого шолома | Турніри Великого шолома | Турніри Великого шолома | Турніри Великого шолома | 8 / 23  | 101–15 | 87.07     |
| Відкритий чемпіонат Австралії з тенісу |                         |                         |                         |                         |                         | П                       | Ф                       |                         |                         |                         |                         |                         | Не проводився           | Не проводився           | Не проводився           | Не проводився           | Не проводився           |                         |                         |                         |                         |                         |                         |                         |                         |                         |                         |                         |                         |                         |                         | 1 / 2   | 9–1    | 90.00     |
| Відкритий чемпіонат Франції з тенісу   |                         |                         | 4р                      | ЧФ                      | ЧФ                      | ЧФ                      | П                       | Ф                       |                         |                         |                         | Не проводився           | Не проводився           | Не проводився           | Не проводився           | Не проводився           |                         |                         |                         |                         |                         |                         |                         |                         |                         |                         |                         |                         |                         |                         |                         | 1 / 6   | 22–5   | 81.48     |
| Вімблдонський турнір                   | 3р                      | 4р                      | ПФ                      | ЧФ                      | 2р                      | П                       | П                       | П                       |                         |                         |                         | Не проводився           | Не проводився           | Не проводився           | Не проводився           | Не проводився           | Не проводився           |                         |                         |                         |                         |                         |                         |                         |                         |                         |                         |                         |                         |                         |                         | 3 / 8   | 36–5   | 87.80     |
| Відкритий чемпіонат США з тенісу       |                         | 4р                      | ПФ                      | 4р                      | П                       | П                       | ПФ                      | П                       |                         |                         |                         |                         |                         |                         |                         |                         |                         |                         |                         |                         |                         |                         |                         |                         |                         |                         |                         |                         |                         |                         |                         | 3 / 7   | 34–4   | 89.47     |
| Турніри Про-Слем:                      | Турніри Про-Слем:       | Турніри Про-Слем:       | Турніри Про-Слем:       | Турніри Про-Слем:       | Турніри Про-Слем:       | Турніри Про-Слем:       | Турніри Про-Слем:       | Турніри Про-Слем:       | Турніри Про-Слем:       | Турніри Про-Слем:       | Турніри Про-Слем:       | Турніри Про-Слем:       | Турніри Про-Слем:       | Турніри Про-Слем:       | Турніри Про-Слем:       | Турніри Про-Слем:       | Турніри Про-Слем:       | Турніри Про-Слем:       | Турніри Про-Слем:       | Турніри Про-Слем:       | Турніри Про-Слем:       | Турніри Про-Слем:       | Турніри Про-Слем:       | Турніри Про-Слем:       | Турніри Про-Слем:       | Турніри Про-Слем:       | Турніри Про-Слем:       | Турніри Про-Слем:       | Турніри Про-Слем:       | Турніри Про-Слем:       | Турніри Про-Слем:       | 2 / 11  | 19–9   | 67.86     |
| U.S. Pro                               |                         |                         |                         |                         |                         |                         |                         |                         |                         | П                       | Ф                       | Ф                       | П                       |                         |                         | NH                      |                         | ЧФ                      | ЧФ                      |                         |                         |                         |                         |                         |                         |                         | ЧФ                      |                         |                         | 1р                      | 1р                      | 2 / 9   | 17–7   | 70.83     |
| French Pro                             | NH                      |                         |                         |                         | NH                      |                         |                         |                         |                         |                         |                         | Не проводився           | Не проводився           | Не проводився           | Не проводився           | Не проводився           | Не проводився           | Не проводився           | Не проводився           | Не проводився           | Не проводився           | Не проводився           | Не проводився           | Не проводився           | Не проводився           | Не проводився           | Не проводився           |                         | NH                      |                         |                         | 0 / 0   | 0–0    | N/A       |
| Wembley Pro                            | Не проводився           | Не проводився           | Не проводився           | Не проводився           | Не проводився           |                         |                         | NH                      |                         | NH                      |                         | Не проводився           | Не проводився           | Не проводився           | Не проводився           | Не проводився           | Не проводився           | Не проводився           | Не проводився           | Не проводився           |                         |                         | ЧФ                      | ЧФ                      |                         | NH                      | NH                      |                         |                         |                         |                         | 0 / 2   | 2–2    | 50.00     |
| Всього:                                | Всього:                 | Всього:                 | Всього:                 | Всього:                 | Всього:                 | Всього:                 | Всього:                 | Всього:                 | Всього:                 | Всього:                 | Всього:                 | Всього:                 | Всього:                 | Всього:                 | Всього:                 | Всього:                 | Всього:                 | Всього:                 | Всього:                 | Всього:                 | Всього:                 | Всього:                 | Всього:                 | Всього:                 | Всього:                 | Всього:                 | Всього:                 | Всього:                 | Всього:                 | Всього:                 | Всього:                 | 10 / 34 | 120–24 | 83.33     |